# The Wedding from Hell
The Wedding From Hell is een aflevering uit de televisieserie Charmed. Deze aflevering werd geschreven door Greg Elliot en Michael Perricone, de aflevering werd geregisseerd door R.W. Ginty.

## Verhaal
Als de zussen met zijn allen betrokken raken in het huwelijk van Elliot Spencer, realiseren ze zich al vlug dat dit geen toeval kan zijn. Welke omwegen hun gezamenlijk lot ook maakt, het lot van, de Charmed Ones zorgt er altijd voor dat zij diegenen vinden die de hulp van de Charmed Ones het meest nodig heeft. Piper en Phoebe verzorgen het eten op de bruiloft. Prue wordt bij het huwelijk betrokken door een gegraveerd mes (poignard) dat politie inspecteur Trudeau vond bij een vermoorde priester. Men heeft het mes nodig om Hecate te doden, de koningin van de onderwereld, ook wel bekend als Jade D'Mon. Jade is van plan om haar overeenkomst met Mevrouw Spencer (jaren geleden) in ontvangst te nemen. Jade moet met de onschuldige Elliot Spencer huwen wil ze een demonisch kind verwekken. Rex Buckland en Hannah Webster van het veilinghuis onthullen hun boosaardige betrokkenheid door een huwelijksgeschenk te sturen naar Hecate. Om de plannen van Hecate te dwarsbomen en Elliot te herenigen met zijn echte bruid, Allison Michaels, slagen de Charmed Ones erin om Allison te overtuigen om het huwelijk van Elliot met Jade 'Mon te verstoren en door middel van een liefdesverklaring van Allison voor Elliot slaagt ze erin om de spreuk van Hecate ongedaan te maken. En met de kracht van Elliot zijn hand stuurt de poignard) Hecate en haar duivelse bruidsmeisjes terug naar de onderwereld. Door hun Charmed natuur en bestaan vragen de Halliwells zich af of zijzelf ook nog het geluk in de liefde zullen ontdekken.

## Foutjes
De volgende fouten zijn in deze aflevering te ontdekken:
- Deze aflevering werd eigenlijk als tweede aflevering opgenomen, maar uitgezonden als zesde aflevering. Dit verklaart de verschillende stukken in discontinuïteit. Bijvoorbeeld Piper moet invallen voor Chef Moore, die in I've Got You Under My Skin opgestapt is uit Quake. Piper neemt ook een zwangerschapstest na haar relatie met Jeremy, die eindigde met zijn dood, tussen de zes en acht weken vroeger.
- Jade assistente speelt het klaar om Allison uit het huis te sleepen, en terzelfder tijd Priester Trask te bekampen, min of meer simultaan.
- Wanneer de demonen bruidsmeisjes de Halliwell's in de slaapkamer duwen, laat Prue haar handtas vallen. In de volgende shot houdt ze haar handtas nog steeds in haar hand.
- Elliot raapt de dolk op, die naast de handtas op de vloer ligt, maar Prue is in het bezit van de dolk, wanneer het laatst getoond werd, ze gaat de slaapkamer binnen, van een andere richting dan waar Elliot de dolk opraapt.
- Wanneer Jade onweerswolken oproept om de zon te blokkeren, verandert het licht op het buitengebeuren van het huwelijk nooit.

## Trivia
- De namen van de geliefde in deze aflevering Allison Michaels en Elliot Spencer zijn afgeleiden van de namen van de twee script schrijvers van deze aflevering: Gregg Elliot en Michael Perricone.
- In de moderne tijd is Hecate zeer populair geworden bij aanhangers van heidendom en wicca, voornamelijk door haar associatie als de godin van tovenarij.
- Hecate roept de krachten aan van Asteria en Perses. Volgens de Griekse mythologie zijn dat de ouders van Hecate.
- Het mes is volgens Prue een 14de-eeuwse poingard van Italiaanse makelij, met de inscriptie NEC PRIUS ABSISTIT QUOAD PROTERO PRODIGIUM vertaald van het Latijn wil dit zeggen: Ik zal niet rusten tot de demon vernietigd is